# 창락초등학교
창락초등학교는 대한민국 경상남도 창녕군 창녕읍 창녕장마로 793 (퇴천리)에 있었던 초등학교이다.

## 연혁
- 1930년 4월 7일 창락공립보통학교 개교
- 1938년 4월 1일 창락공립심상소학교로 개칭
- 1941년 4월 1일 창락공립국민학교로 개칭
- 1967년 3월 1일 창남국민학교 독립
- 1982년 2월 4일 병설유치원 설립인가
- 1996년 3월 1일 창락초등학교로 교명 변경
- 1996년 3월 1일 창남국민학교 통폐합
- 2007년 3월 1일 창녕초등학교로 통합